# Saori Obata
Saori Obata (Japans: 小畑沙織, Obata Saori) (Tokio, 23 april 1978) is een voormalig tennisspeelster uit Japan.
Zij begon op vijfjarige leeftijd met het spelen van tennis. In de periode 1999–2005 kwam zij zeventien keer voor Japan uit in de Fed Cup, waarbij zij twaalfmaal won. Op de Olympische Zomerspelen 2004 in Athene kwam Obata zowel in het damesdubbel- als het damesenkelspeltoernooi uit.
Obata won in de periode 1996–2005 zes titels op ITF-niveau. In het voorjaar van 2005 won ze haar laatste twee toernooien – op het toernooi van het Amerikaanse Augusta versloeg ze in de finale Viktoryja Azarenka met tweemaal 6–2. Haar beste resultaat op grandslamniveau was de derde ronde, die Obata bereikte op het US Open 2003 en het Australian Open 2004. Haar enige WTA-titel won zij in het dubbelspel, op het toernooi van Memphis 2003, samen met landgenote Akiko Morigami.
In 2006 stopte Obata vanwege een knieblessure.

## Posities op deWTA-ranglijst
Positie per einde seizoen:
| jaar | rang enkelspel | rang dubbelspel |
| ---- | -------------- | --------------- |
| 1994 | 624            | 755             |
| 1995 | 608            | 317             |
| 1996 | 300            | 279             |
| 1997 | 221            | 152             |
| 1998 | 210            | 176             |
| 1999 | 511            |                 |
| 2000 | 169            | 206             |
| 2001 | 116            | 690             |
| 2002 | 108            | 301             |
| 2003 | 49             | 119             |
| 2004 | 107            | 174             |
| 2005 | 108            | 201             |
| 2006 | 282            | –               |

## Palmares
| Legenda                |
| ---------------------- |
| Grandslamtoernooi      |
| Olympische Spelen      |
| Year-End Championships |
| Tier I                 |
| Tier II                |
| Tier III               |
| Tier IV & V            |

### WTA-finaleplaatsen enkelspel
| nr.              | finale     | toernooi     | ondergrond | tegenstandster         | score    |         |
| ---------------- | ---------- | ------------ | ---------- | ---------------------- | -------- | ------- |
| gewonnen finales |            |              |            |                        |          |         |
| geen             |            |              |            |                        |          |         |
| verloren finales |            |              |            |                        |          |         |
| 1.               | 2003-10-12 | WTA Tasjkent | hardcourt  | Virginia Ruano Pascual | 2-6, 6-7 | details |

### WTA-finaleplaatsen vrouwendubbelspel
| nr.              | finale     | toernooi    | ondergrond    | partner        | tegenstandsters                | score    |         |
| ---------------- | ---------- | ----------- | ------------- | -------------- | ------------------------------ | -------- | ------- |
| gewonnen finales |            |             |               |                |                                |          |         |
| 1.               | 2003-02-22 | WTA Memphis | hardcourt (i) | Akiko Morigami | Alina Zjidkova Bryanne Stewart | 6-1, 6-1 | details |
| verloren finales |            |             |               |                |                                |          |         |
| geen             |            |             |               |                |                                |          |         |

## Resultaten grandslamtoernooien
| Legenda | Legenda                          |
| ------- | -------------------------------- |
| g.t.    | geen toernooi gehouden           |
| l.c.    | lagere categorie                 |
| –       | niet deelgenomen                 |
| G       | uitgeschakeld in de groepsfase   |
| 1R      | uitgeschakeld in de eerste ronde |
| 2R      | uitgeschakeld in de tweede ronde |
| 3R      | uitgeschakeld in de derde ronde  |
| 4R      | uitgeschakeld in de vierde ronde |
| KF      | uitgeschakeld in de kwartfinale  |
| HF      | uitgeschakeld in de halve finale |
| F       | de finale verloren               |
| W       | het toernooi gewonnen            |
| w-v     | winst/verlies-balans             |

### Enkelspel
| toernooi        | 2002 | 2003 | 2004 | 2005 | 2006 |
| --------------- | ---- | ---- | ---- | ---- | ---- |
| Australian Open | 1R   | –    | 3R   | 1R   | 1R   |
| Roland Garros   | 1R   | 1R   | 1R   | –    | –    |
| Wimbledon       | 2R   | 1R   | 2R   | 1R   | –    |
| US Open         | 1R   | 3R   | 1R   | –    | –    |

### Vrouwendubbelspel
| toernooi        | 2003 | 2004 | 2005 |
| --------------- | ---- | ---- | ---- |
| Australian Open | –    | 2R   | –    |
| Roland Garros   | –    | –    | –    |
| Wimbledon       | 1R   | –    | 1R   |
| US Open         | 1R   | –    | –    |